# Kožlí (Neveklov)

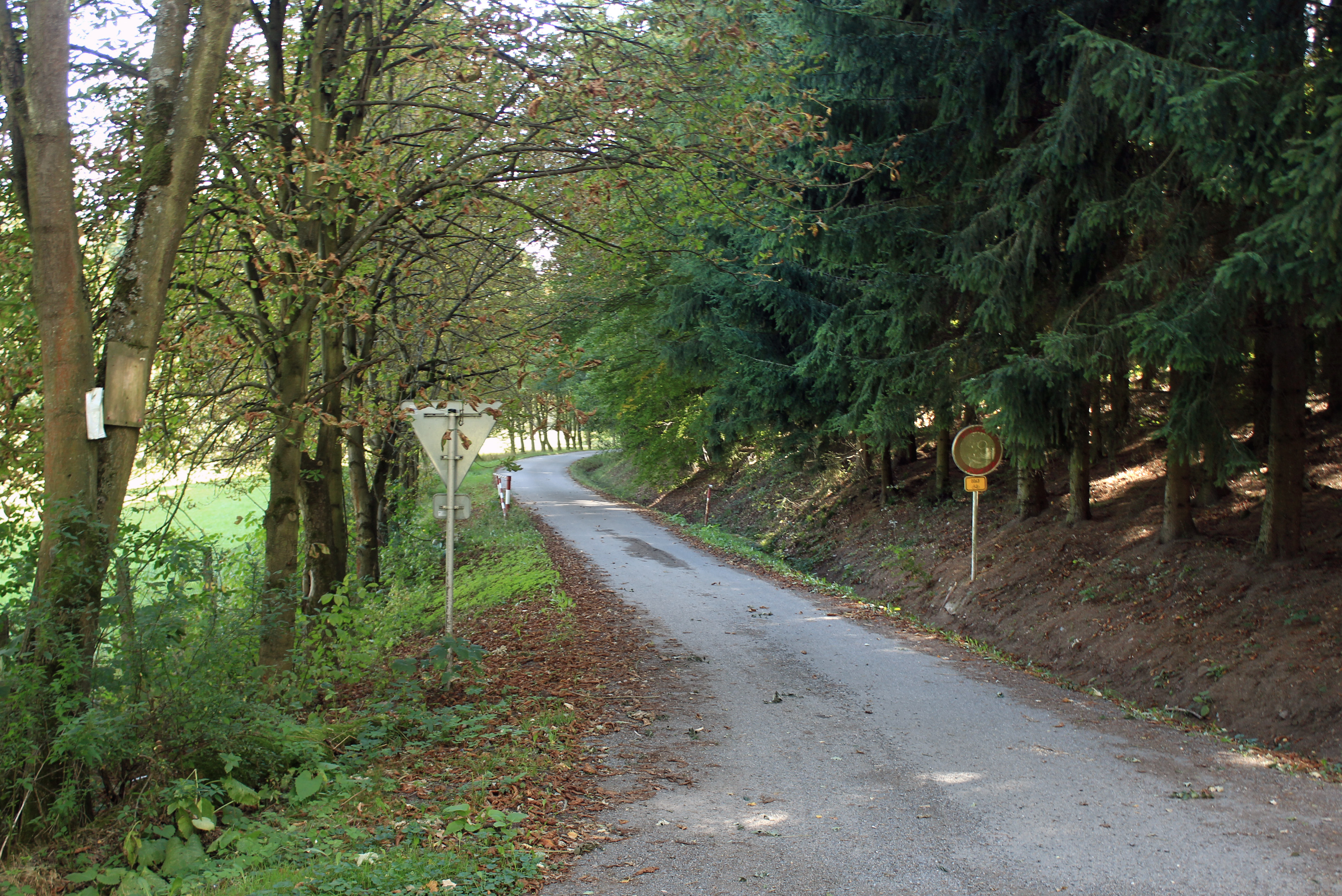
Silnice ke Kožlí

Kožlí je osada, část města Neveklov v okrese Benešov. Nachází se 6 km na východ od Neveklova. V roce 2009 zde byly evidovány tři adresy.
Kožlí leží v katastrálním území Přibyšice o výměře 4,15 km².

## Historie
První písemná zmínka o vesnici pochází z roku 1318.
Za druhé světové války se ves stala součástí vojenského cvičiště Zbraní SS Benešov a její obyvatelé se museli 31. prosince 1943 vystěhovat.

## Pamětihodnosti
- Vodní mlýn – č.e. 2